# Anne Bonny
Pour les articles homonymes, voir Bonny.
 (novembre 2011).
Si vous disposez d'ouvrages ou d'articles de référence ou si vous connaissez des sites web de qualité traitant du thème abordé ici, merci de compléter l'article en donnant les références utiles à sa vérifiabilité et en les liant à la section « Notes et références ».
Anne Bonny, née Cormac à Cork à une date comprise, selon les sources, entre 1697 et 1705 et disparue en 1721, est une femme pirate, issue d’une famille irlandaise. Elle a navigué avec Jack «Calico» Rackham et Mary Read. Le nom masculin qu'elle a utilisé est Adam Bonny. Alors que Mary Read meurt de fièvre en prison en avril 1721, le destin d'Anne Bonny reste inconnu.
Tout ce que l’on sait à propos d’Anne Bonny provient de légendes et de rares documents officiels : la plupart des informations disponibles aujourd’hui au sujet des pirates les plus connus proviennent de différentes publications du XVIIIe siècle, dont les auteurs sont souvent des pirates eux-mêmes.

## Biographie

### Jeunesse
Née en Irlande, Anne Bonny est la fille illégitime du procureur William Cormac et de la domestique de sa femme, Mary. Lorsque cette affaire est exposée au public,, William Cormac quitte l’Irlande avec sa fille, qu’il élève comme un garçon, et s’installe à Charleston (Caroline du Sud). Il y fait fortune et achète une immense plantation.
Dans L'Histoire générale des plus fameux pirates, écrite par Daniel Defoe, l’auteur de Robinson Crusoé, sous le pseudonyme de Capitaine Charles Johnson, et publiée en 1724, la future Anne Bonny apparaît pour la première fois sur les terres du Nouveau Monde à Charleston (Caroline du Sud) en 1710 sous les traits d’un garçon de l’âge de treize ans. Bien que fille d’un riche procureur et propriétaire, elle a l’air plutôt pauvre : ses cheveux roux coupés court, le visage crasseux et les vêtements en bataille. Elle a la réputation d’être une jolie fille, intelligente mais soupe-au-lait. On raconte qu’à cet âge de treize ans elle poignarda une domestique avec un couteau, mais il s’agit peut-être d’une légende mensongère. Environ cinq années plus tard, Anne Bonny fréquente les tavernes. On la voit dans les bras de différents boucaniers. Certains racontent même qu’elle aurait publiquement déshabillé son maître d’armes avec son épée, bouton après bouton.
En 1718, Anne Cormac épouse un pirate de petite envergure nommé James Bonny, qu’elle a rencontré dans une taverne. Ce Bonny avait l’espoir de récupérer l’héritage d’Anne, mais celle-ci est déshéritée par son père car il s'opposait au mariage d'Anne à James. Anne se serait vengée en incendiant la plantation de son père. James et Anne se rendent alors à New Providence, aux Bahamas. Dès son arrivée, elle s’impose en privant d’un coup de feu un marin saoul de la seule oreille qui lui restait alors qu’il l’empêchait de passer. James devient très vite informateur du gouverneur Woodes Rogers et commence à dénoncer des marins soupçonnés d’exercer des activités de contrebande ou de piraterie. Quand elle l'apprend, Anne, déçue, décide de ne plus vivre avec son époux et va s’installer avec un pirate, qui se fait appeler Capitaine Jennings, et avec sa maîtresse Meg. On lui conseille de trouver la protection d’un homme puissant et Anne devient la maîtresse de Chidley Bayard, l’homme le plus riche de l’île.[réf. nécessaire]

### Débuts en piraterie
Anne Bonny fait ensuite la connaissance de Pierre Bousquet (parfois nommé Pierre Delvin ou Peter Bosket), un pirate qui exploite à New Providence un restaurant, et une échoppe de coiffeur et de tailleur de velours et de soie. Apprenant qu’un navire marchand français, chargé de marchandises précieuses, s’approche de l’île, Anne Bonny et Pierre Bousquet organisent leur première expédition de pirates. Avec l’aide d’amis de Pierre, ils volent un navire, le Revenge, parmi les épaves du port, le remettent en état pour qu’il puisse à peine naviguer, et préparent leur stratégie. Ils se couvrent de sang de tortue, ainsi que les voiles et le pont. Ils font de même avec un des mannequins, habillé en femme pour l’occasion, que Pierre utilise pour son activité de tailleur, et le placent sur l’étrave (sous la proue). Anne vient se tenir debout une hache ensanglantée à la main, au-dessus du mannequin. Anne, Pierre et quelques autres partent ainsi à l'abordage du navire marchand.
New Providence est également le théâtre d’une piraterie plus classique, et le gouverneur Rogers tente de l’anéantir en offrant des pardons royaux à tous les pirates qui prometteraient de stopper leurs activités. Anne refuse, car elle sait qu’elle sera condamnée pour l’incendie de la plantation de son père. Elle se joint alors à Pierre et à Jack « Calico » Rackham, qui ont également refusé de se soumettre. Tous les trois s’évadent à bord d’un sloop — le Seahorse — en forçant avec ruse le blocus que le gouverneur Rogers a installé dans le port. On raconte qu’Anne était torse nu, comme une Amazone, habillée seulement d’un pantalon de velours noir cousu par Pierre. Une main posée sur le pommeau de son épée, l’autre agitant une écharpe de soie à l’intention du gouverneur.
Ceci n’est probablement qu’une légende, dans la mesure où sa nudité aurait immédiatement dévoilé son véritable sexe aux hommes de l’équipage, alors qu’Anne elle-même tente par tous les moyens de le dissimuler. Elle se déguise en homme et se fait d’ailleurs désormais appeler Adam Bonny. Lorsque son véritable sexe est découvert par un pirate, elle le tue froidement. Enfin, elle aurait jeté Rackham hors de ses quartiers afin d’y résider seule, alors que Rackham était son supérieur.
Une autre version existe : Anne Bonny et Rackham seraient devenus amants : ils auraient eu ensemble un enfant qu’ils auraient par la suite abandonné, ou donné à un couple d'ami, à Cuba. Rackham propose ensuite d’acheter Anne à son mari, James Bonny. Mais James avertit le gouverneur de l’affaire. Celui-ci condamne Anne Bonny au fouet et lui ordonne de rester avec son époux. Anne et Rackham s’enfuient alors ensemble sur le Revenge.

### Liaison avec Mary Read

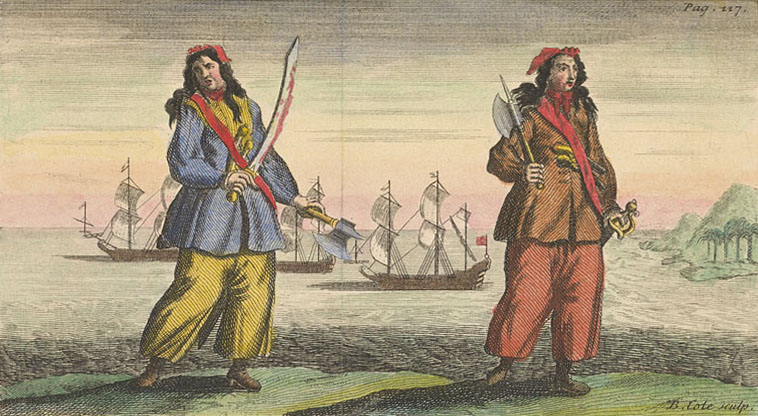
Mary Read et Anne Bonny
(gravure, vers 1724).

Dans un cas comme dans l’autre, on pense que Rackham et son équipage ont fait escale à de nombreuses reprises à New Providence et que c’est au cours d’une de ces escales qu’Anne rencontre Mary Read (qui se déguisait elle aussi en homme et se faisait appeler Willy Read). Les deux femmes sympathisent rapidement. On leur prête même une liaison amoureuse qui aurait rendu jaloux Rackham (qui pensait alors qu’Anne était une femme et Mary Read un homme) et créé bon nombre de tensions à bord du Revenge. Rackham aurait été jusqu’à menacer de trancher la gorge de Mary Read.
On ne sait pas exactement comment Rackham a découvert le véritable sexe de Mary Read. Certains racontent qu’il l'aurait surprise dans des ébats amoureux un soir dans la chambre d’Anne. D'autres disent que ce récit ne serait fondé que sur des fantasmes. Dans tous les cas, Mary Read arrête bientôt de se faire appeler Willy, mais les deux femmes restent inséparables et vivent comme un couple, s’habillant indifféremment en homme ou en femme.
Peu de temps après, plusieurs bâtiments de guerre britanniques sont envoyés à leur poursuite (un décret du 5 septembre 1720 du gouverneur des îles Bahamas déclare que Jack Rackham et son équipage, dont Anne Bonny et Mary Read, doivent être capturés et jugés). Mais il en faut plus pour impressionner Rackham, Anne Bonny et Mary Read. Plus téméraires et féroces que jamais, ils attaquent et capturent sans relâche les navires qui passent à portée de canon. L’un de ces navires est le Royal Queen, appartenant à Chidley Bayard, ancien amant d’Anne Bonny, et commandé par le capitaine Hudson. Anne Bonny parvient à séduire Hudson et à le convaincre de la prendre avec lui à bord de son navire. Une fois à bord, elle réussit à éviter de passer la nuit avec lui en le droguant. Elle asperge alors avec de l’eau toutes les mèches destinées aux canons et retourne avec les pirates. Le jour suivant, le Revenge engage le combat avec le Royal Queen, alors incapable de riposter. La bataille fait une seule victime : par jalousie, Mary Read tue le Capitaine Hudson.

### Capture
Le 21 octobre 1720, les troupes du capitaine Charles Barnet, qui travaille pour le Gouverneur de la Jamaïque, capturent Rackham et son équipage (dont Mary Read et Anne Bonny). Read et Anne Bonny sont alors écœurées de voir les pirates n’opposer que très peu de résistance (certains récits rapportent que la plupart d’entre eux étaient saouls). Elles en tuent deux et en blessent plusieurs, dont Rackham. Il faut plus d’une heure de combat avant que les deux femmes rendent les armes, seules face aux troupes de Barnet.
Le procès de Jack Rackham, Anne Bonny et Mary Read a lieu le 16 novembre 1720. Les deux femmes réussissent à éviter la pendaison en plaidant la grossesse, ce qui leur est accordé en vertu du droit anglais. Il est fort probable qu’en réalité aucune des deux femmes n’était enceinte. Anne Bonny aurait rendu visite à Rackham et lui aurait dit :
« Je regrette de vous voir dans un tel état, mais si vous vous étiez battu comme un homme, vous n’auriez pas à mourir comme un chien ».
Mary Read devait finir ses jours en prison mais meurt, quelques semaines plus tard, probablement de la fièvre jaune. En revanche, on ne sait pas avec certitude ce qu’il advint d’Anne Bonny. La veille de Noël, le gouverneur la gracie, donc sa peine de prison est annulée. Elle quitte la prison et disparait complètement des documents officiels après cet épisode.
Deux hypothèses existent :
- son père aurait payé une rançon pour la faire libérer, puis lui aurait donné la possibilité de commencer une nouvelle vie, et elle serait morte en 1782 ;
- elle serait retournée avec son époux, James Bonny, alors que d’autres prétendent qu’il serait mort des années plus tôt.

## Dans la culture populaire

### Littérature (hors biographies)
- L’écrivaine Mireille Calmel, dans son roman Lady Pirate, en fait la fille de la célèbre pirate Mary Read et de son premier époux, Niklaus Olgersen, qui a été enlevée très jeune par l’ennemie mortelle de Mary et confiée à William Cormac et sa maîtresse.
- Anne Bonny apparaît aussi dans Crise, écrit par Kathy Reichs. Elle est au centre de l’intrigue où des adolescents cherchent à retrouver son trésor, des siècles plus tard.
- Pamela Jekel, romancière américaine, écrit son roman La Tigresse des mers : Les Vies tumultueuses d'Anne Bonny en 1994, où elle raconte la vie de la femme pirate, de manière romancée où aventure, passion, rivalité et jalousie s'entremêlent.
- Une histoire courte de Neil Gaiman, Conte de Mars (in Douze Contes, in Signal d'Alerte), imagine la vie d'Anne Bonny après le procès et son retour chez son père.

### Bandes dessinées et mangas
- Eiichirō Oda, l’auteur de One Piece, s’est inspiré d’Anne pour le personnage de Jewelry Bonney.
- Anne Bonny est également le surnom d’un personnage rebelle et activiste de la bande dessinée Les Vieux Fourneaux, tome deux : Bonny and Pierrot.
- Anne Bonny est l'un des personnages principaux de la bande dessinée Volage : Chronique des Enfers, des auteurs Stephen Desberg et Tony Sandoval, parue en février 2022.
- Anne Bonny est une bande-dessinée créé par Franck Bonnet et édité par Glénat en avril 2024.
- La Dernière Nuit d'Anne Bonny est une bande dessinée parue le 20 septembre 2024 aux éditions Le Lombard. Écrite par Claire Richard et dessinée par Alvaro Ramirez, elle est tirée du podcast éponyme diffusé sur Arte Radio.
- Deux femmes est une bande dessinée écrite par Arnaud Le Gouëfflec et dessinée par Laurent Richard, éditée par Glénat le 23 avril 2025.

### Cinéma et télévision

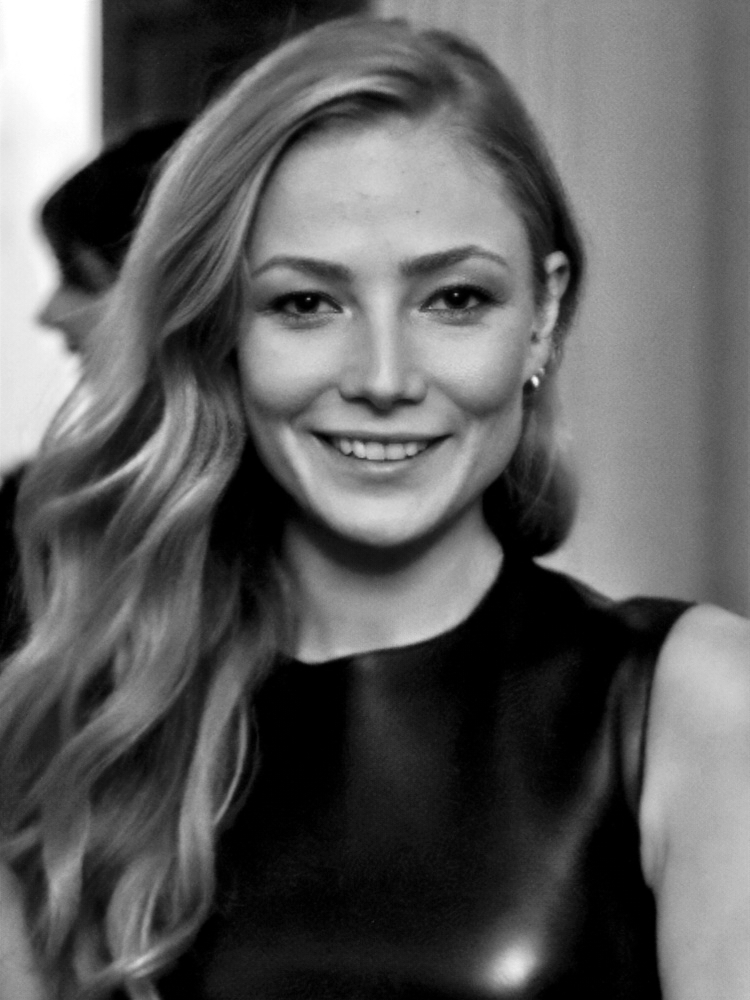
L'actrice Clara Paget interprète Anne Bonny dans la série Black Sails.

- 1951 : La Flibustière des Antilles, long métrage de Jacques Tourneur, s’inspire librement de la vie d’Anne Bonny. Le personnage d’Anne est interprété par Jean Peters. Le film montre Anne en compagnie de Barbe Noire alors qu’en réalité, ils ne se sont jamais croisés.
- 1952 : Anne Bonny est interprétée par l'actrice Hillary Brooke dans la comédie Abbott and Costello Meet Captain Kidd. Elle fait d'abord équipe avec le capitaine Kidd qui est la recherche d'un trésor mais celui-ci la trahit.
- 2007 : La légende d’Anne Bonny et de Mary Read est abordée dans le film Détective Conan : Jolly Roger et le Cercueil bleu azur.
- 2014 : Anne Bonny est interprétée par l’actrice Clara Paget dans la série télévisée Black Sails, diffusée sur la chaîne Starz.
- 2021 : Le rôle de Anne Bonny est interprété par Mia Tomlinson dans la mini-série documentaire Dans le sillage des pirates, narrant l'âge d'or de la piraterie, sortie le 15 mars 2021 sur Netflix.

### Jeux vidéo
- Anne Bonny est présente dans le jeu vidéo Assassin's Creed IV: Black Flag. D’abord simple serveuse, elle rejoint Mary Read et finit en prison de laquelle elle s’échappe en affirmant être enceinte. Elle s’évadera grâce au héros, Edward Kenway, et deviendra son second après la perte de son enfant.
- Anne Bonny est aussi présente dans le jeu Tropico 2 ; elle peut être choisie comme chef de l’île.
- Elle est citée dans le jeu vidéo Uncharted 4, faisant partie du groupe des 12 pirates fondateurs de Libertalia.
- Dans le jeu mobile Fate/Grand Order, Anne Bonny avec Mary Read forment une Servant qui est invocable par le joueur.
- Elle est présente dans l’événement Pirate 2 (d’août à septembre 2017) du jeu Seaport de Pixel Fédération.

### Musique
- Un des titres de l’album Government Plates (2013) du groupe Death Grips porte son nom : Anne Bonny.
- Karliene, The Legend Of Anne Bonny (2020).

### Fictions radio
- « La dernière nuit d'Anne Bonny » [audio], sur Arte Radio (consulté le 19 décembre 2022)

- « Anne Bonny, la reine des pirates » [audio], sur Arte Radio, 16 décembre 2022, « La Reine des pirates » est une adaptation pour les enfants de la fiction radio « La Dernière Nuit d'Anne Bonny »

### StatueInoxidable
En 2020, une statue de Bonny et de Read est dévoilée au Execution Dock à Wapping, Londres. La statue devait être une installation permanente sur Burgh Island pour commémorer leur passé, lié à la piraterie. Plusieurs plaintes ont été déposées pour « glorification de la piraterie ». La statue, proposée par la compagnie The Producers et sculptée par Amanda Cotton, ne reste finalement pas sur Burgh Island en dépit du soutien du propriétaire de l'île ; elle est cependant acceptée par le Football Club de Lewes, qui l'a abritée pendant une saison.
L'artiste, qui décrit la statue comme « la première statue non-binaire qui célèbre la vie des pirates Anne Bonny et Mary Read », est la propriétaire de l’œuvre. Elle souhaitait associer Bonny au feu et Read à la terre, tout en insistant sur l'amour qui liait les deux femmes.

### Documentaire
- Dans le sillage des pirates, série documentaire, 2021 ;
- L'épopée des femmes pirates : Les filles du vent (Arte, 2025).